# Cirkoli
Cirkoli (ros. Cyrkoł) – wieś w Osetii Południowej, w regionie Achalgori. W 2015 roku liczyła 6 mieszkańców.